# Triclema coerula
Triclema coerula är en fjärilsart som beskrevs av Aurivillius 1895. Triclema coerula ingår i släktet Triclema och familjen juvelvingar. Inga underarter finns listade i Catalogue of Life.